# 清道サービスエリア
清道サービスエリア（チョンドサービスエリア）は慶尚北道清道郡の大邱-釜山高速道路上にあるサービスエリア。

## 道路
- 大邱-釜山高速道路

## 施設

### 大邱方向
- レストラン
- 女性専用休憩室
- コンビニエンスストア（ファミリーマート）
- 1000ウォンショップ（ダイソー）
- ガソリンスタンド

### 釜山方向
- レストラン
- 女性専用休憩室
- コンビニエンスストア（ファミリーマート）
- 1000ウォンショップ（ダイソー）
- ガソリンスタンド

## 隣
密陽IC - 清道SA - 清道IC